# Protaspis
Protaspis ist eine Gattung heterotropher Flagellaten aus der Gruppe der Cercomonadida. 

## Merkmale
Der Zellkörper hat eine feste Form, die beiden ungleich schlagenden, ungleich langen Geißeln setzen subapikal an der Bauchseite der Zelle an. Die Zellen sind dorsoventral abgeflacht, an der Bauchseite gibt es eine Grube. Aus dieser Grube heraus werden die Pseudopodien gebildet, die der Nahrungsaufnahme dienen. Der Zellkern besitzt häufig eine Zellkappe. 

## Ernährung
Die Ernährung erfolgt phagotroph mit Hilfe der Pseudopodien. Protaspis verrucosa ist in der Lage, kleine Zellen von Goldmonaden und Bodoniden zu fangen.

## Systematik
Die Gattung umfasst nach Mylnikov und Karpov (2004) folgende Arten:
- Protaspis gemmiferum
- Protaspis glans, die Typusart
- Protaspis maior
- Protaspis metarhiza
- Protaspis obliqua
- Protaspis obovata
- Protaspis simplex
- Protaspis tegere
- Protaspis verrucosa

## Belege
- Alexander P. Mylnikov, Serguei A. Karpov: Review of diversity and taxonomy of cercomonads. Protistology, Band 3, 2004, S. 201–217. ISSN 1680-0826